# Machilus grijsii
Machilus grijsii là loài thực vật có hoa trong họ Nguyệt quế. Loài này được Hance miêu tả khoa học đầu tiên năm 1863.